# Podarcis tauricus
Podarcis tauricus là một loài thằn lằn trong họ Lacertidae. Loài này được Pallas mô tả khoa học đầu tiên năm 1814.

## Hình ảnh

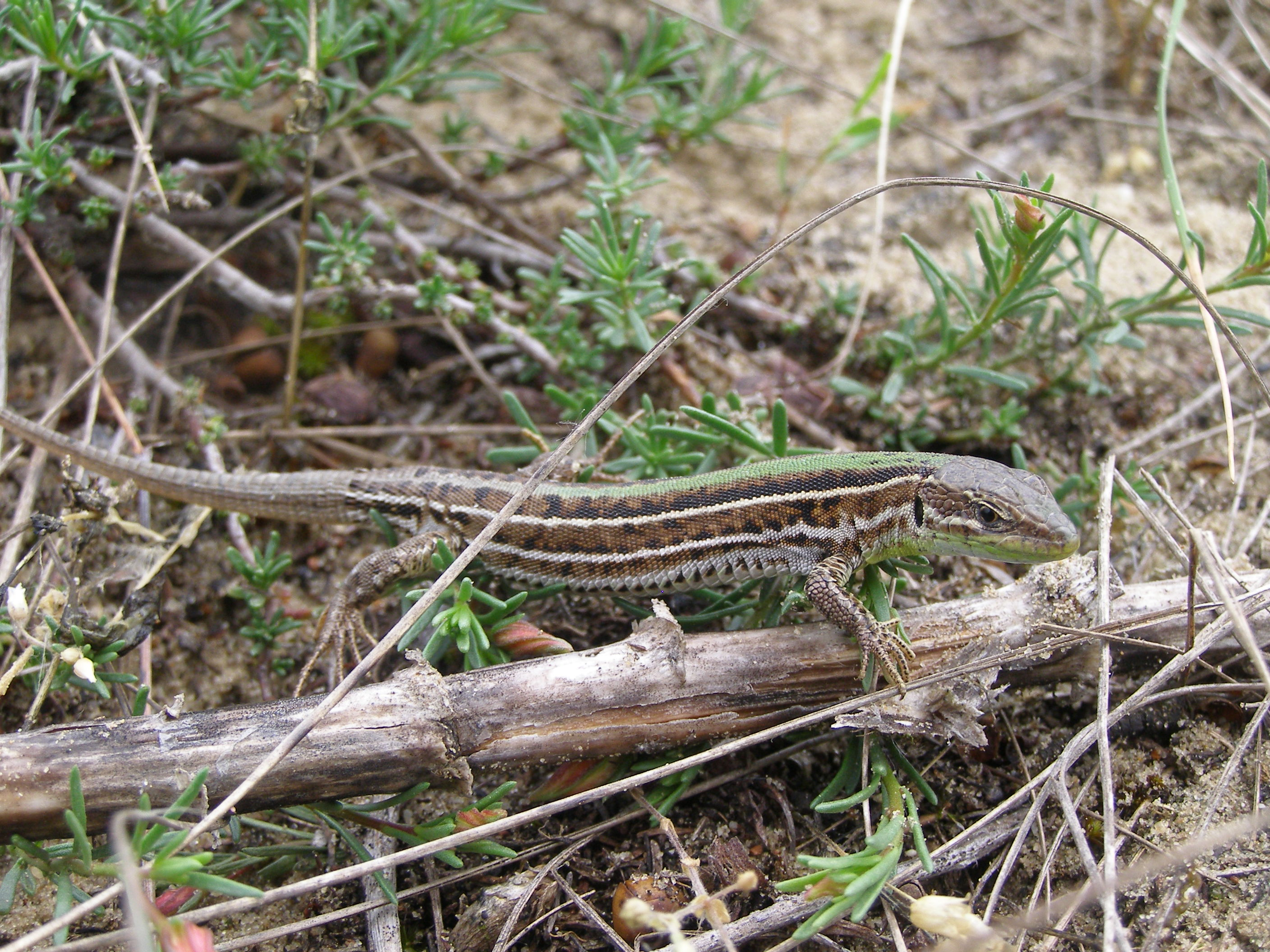
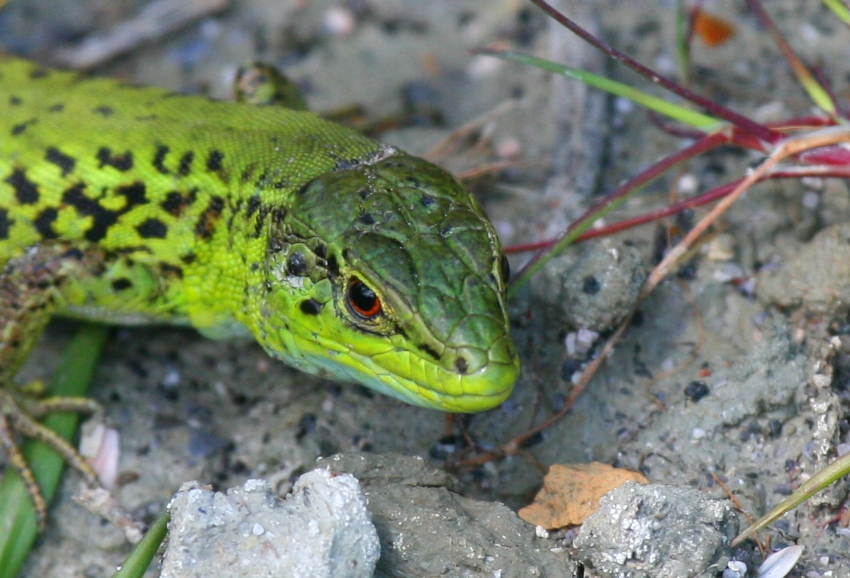
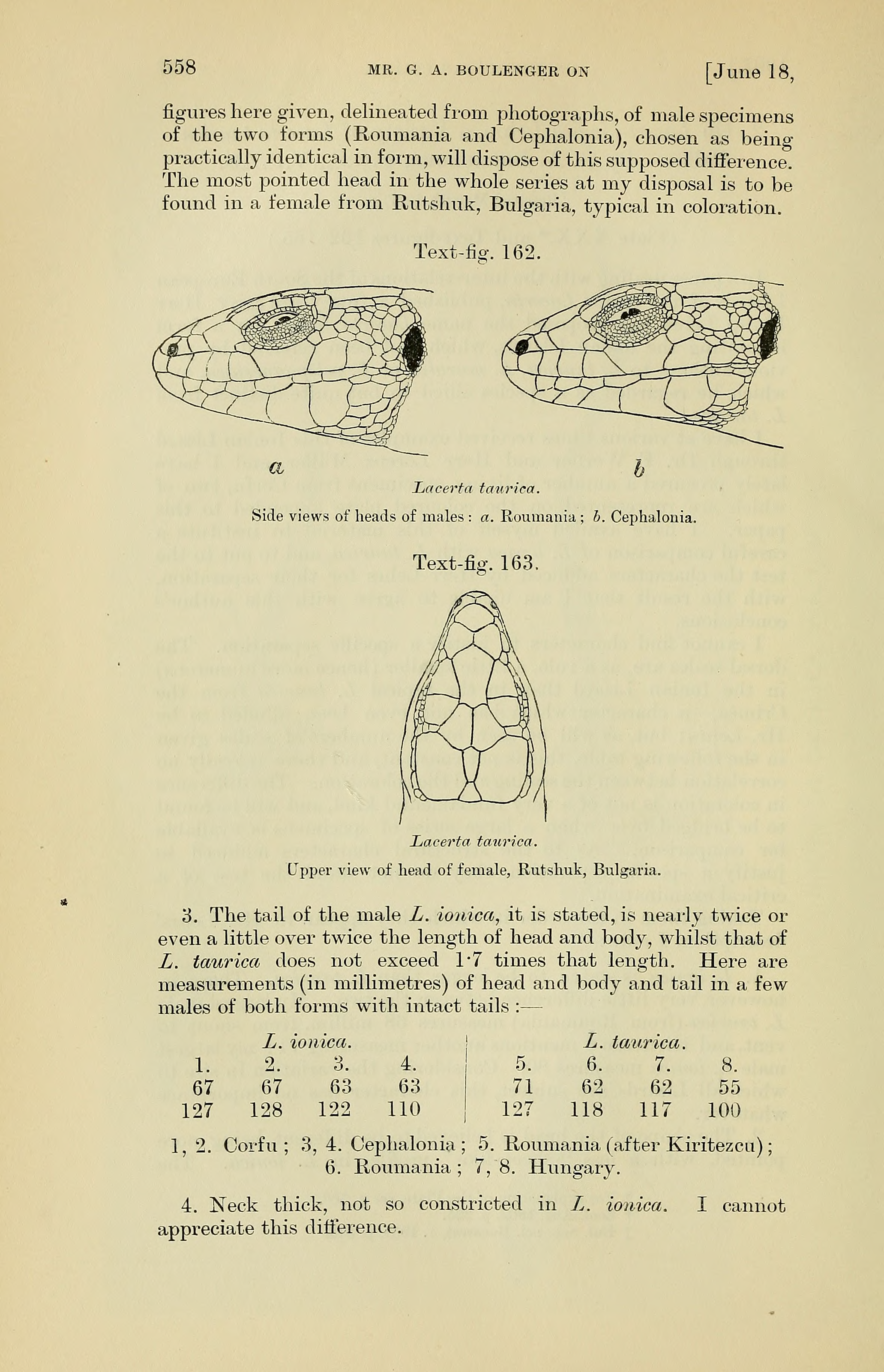
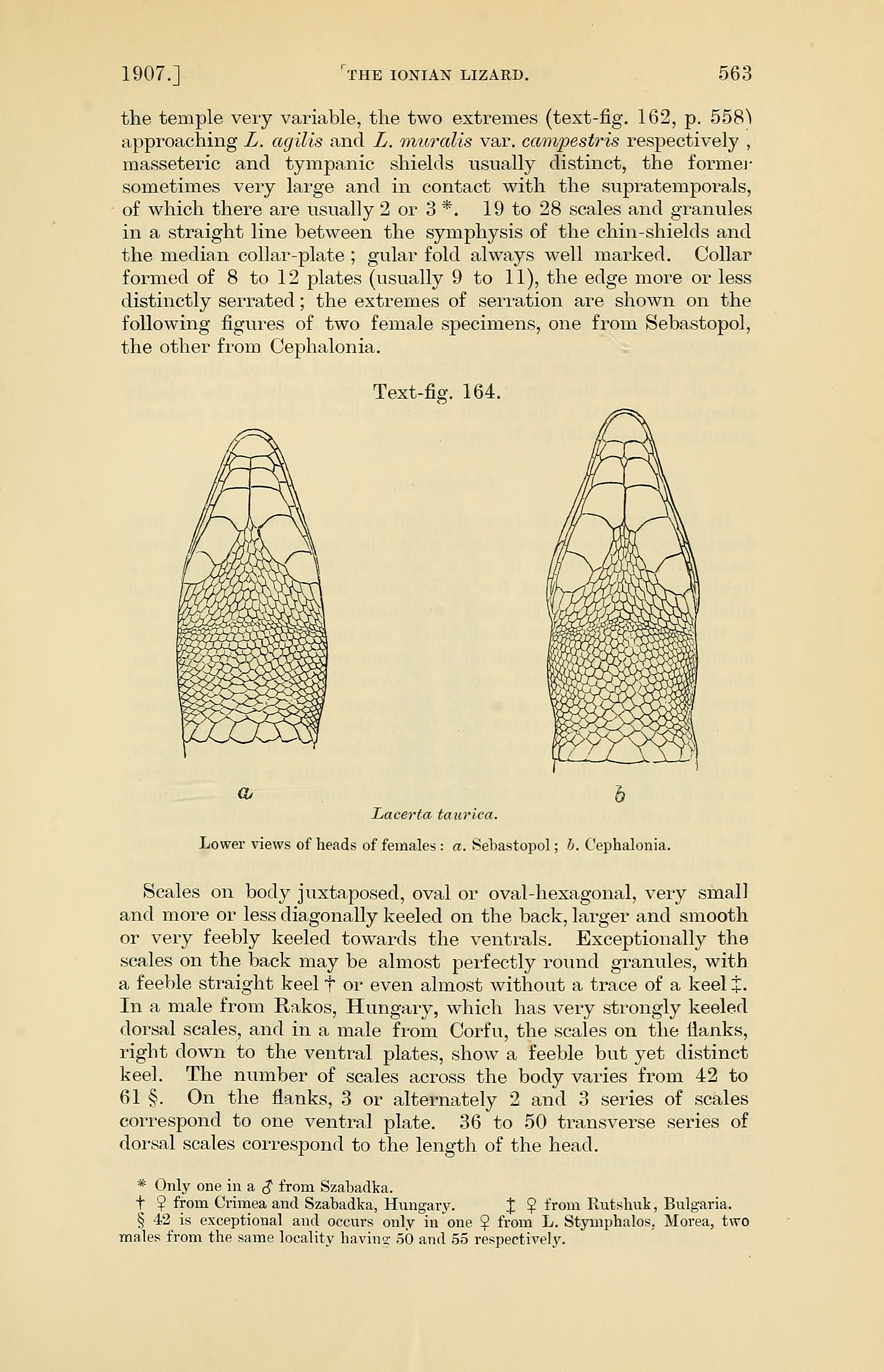